# 곳간
곳간 혹은 곡간(穀間)은 가을에 거두어들인 곡식을 간수하기 위해 지은 창고를 말한다. 규모가 크거나, 농기구 등의 각종 물건을 보관하는 창고의 경우에는 광이라고 한다.

## 특징
곳간에는 벼 외에도 살림살이나 여러 물건을 보관하였다. 곳간은 추수 후에 거두어들인 벼를 저장하므로 규모를 크게 짓고, 습기를 조절할 수 있으며, 쥐를 비롯한 해로운 짐승들이 접근할 수 없게 만들어야 한다.
옛날에는 현물이 가치가 있어서 가지고 있는 물건에 따라 경제력이 평가되었고 부잣집에는 그 만큼 곳간이 많았다. 한옥에서 곳간을 따로 만드는 경우도 있었지만, 주로 행랑채가 곳간으로도 사용되었는데, 이 때문에 공간이 부족할 경우에는 안행랑, 중행랑, 바깥행랑 등으로 행랑채가 늘어나곤 했다.

## 같이 보기
- 광
- 고방
- 창고